# Barbus caudosignatus
Barbus caudosignatus és una espècie de peix de la família dels ciprínids i de l'ordre dels cipriniformes.
Els adults poden assolir 4,9 cm de longitud. Es troba a Angola.